# Além Paraíba
Além Paraíba este un oraș din unitatea federativă Minas Gerais, Brazilia.